# Deichsel A. Magyar Acéldrót-, Drótkötél- és Drótárugyár
A Deichsel A. Magyar Acéldrót-, Drótkötél- és Drótárugyár 1913-tól működött Miskolcon. Jelenlegi jogutódja a D&D Drótáru Zrt.

## Története
Adolf Deichsel (1858–1936) német iparos a claustahtzellerfeldi bányászati akadémián vaskohászatot tanult. 1878-tól katonai pályára lépett, ahol gyorsan haladt előre, míg 1918-ban katonai pályafutása őrnagyként véget nem ért. Apja, az idősebb Adolf Deichsel (1823–1893) gyáriparos még a 19. század végén alapította gyárait.
Ifjabb Deichsel az akkori poroszországi Hindenburgban (ma a lengyelországi Zabrze) és a lengyel-orosz Sosnovitzben működtetett drótüzemet. Utóbbi helyen, 1911-ben a miskolci Kereskedelmi és Iparkamara küldöttsége kereste fel a gyárost, mivel a kamara szintén dróthúzó gyár telepítését tervezte Miskolcon. A tárgyalások eredményeként abban állapodtak meg, hogy Deichsel létesíthetne üzemet a városban. Az iparos 1911 nyarán érkezett Miskolcra, és Nagy Ferenc polgármesterrel alá is írták a szerződést, a Sajóhoz közeli Martin tagbirtokon fekvő telket a város adta (Besenyői u. 18.), Deichsel pedig saját kivitelezésben építette meg a gyárat. A termelés 1913-ban kezdődött, kezdetben száz munkással és főleg német mérnökökkel. Legelőbb a kézi kötélverés, majd a szeg és a vashuzal gyártása indult meg, majd a következő évben megérkeztek a sodrógépek is. Kezdetben a cég kb. 40 főt foglalkoztatott. A dolgozók a 120–180 kg tömegű hengerhuzal-kötegeket kézzel mozgatták, vállon cipelték az üzembe. Később kialakították a csillés anyagmozgatást. A sodronykötél mellett gyártotta krugóhuzalokat, kerítésfonatot, szöveteket, szögeket, láncokat, kerítéselemeket is.
Az első világháború, illetve a trianoni döntés nehéz helyzetbe hozta a vállalatot, kapacitása ugyanis meghaladta a lecsökkent területű ország igényeit. A cég családi vállalkozásból 1921-ben Deichsel Adolf Magyar Acéldrót-, Drótkötél- és Drótárugyár Rt. néven alakult részvénytársasággá. 1921-re a cég kemény és lágy huzalokból 36 vagon, edzett acélhuzalokból 75–79 vagon, szögből 60–70 vagon, drótkötélből 70–100 vagon mennyiséget állított elő. Az 1930-as évekre a gyár Miskolc egyik legnagyobb ipari üzeme lett, alkalmazottai teljes létszámban magyarok voltak. Adolf Deichsel 1936. február 1-jén hunyt el. Üzemeit gyermekei, Erna és Erwin (1889–1955) örökölték, és életművét eredményesen folytatták.
A gyár fennállásának 25. évfordulóján ünnepséget rendeztek, amin Deichsel Ervin vezérigazgatón kívül megjelentek a Deichsel család népes képviselőin kívül a hazai ipar, a város és a minisztérium reprezentánsai is. Az ünnepséget a Zenepalotában rendezték, ahol Halmay Béla polgármester leplezte le a néhai alapítót ábrázoló bronz domborművet. Ekkor a vállalat már 414 családfőnek adott munkát, ami a második világháború előtti évekre 700–750 főre emelkedett. A gyár a világháború során nagyon komoly károkat szenvedett, a németek felrobbantották, a gépek nagy részét elszállították. Ingrid von Ihne vezérigazgató, a részvénytársaság tulajdonosa a vezető tisztségviselőkkel együtt elmenekült. 1945-ben a gyár szovjet tulajdonba került, és ebben az időben mindössze 100–120 munkás dolgozott. A Deichsel gyár 1954-ben December 4. Drótművekre változtatta a nevét, és gyártmányai révén széles körű nemzetközi elismertségre tett szert. 1994-től, a privatizáció után Drótáru és Drótkötél Kft. néven működött, ma D&D Drótáru Zrt. a neve.